# 阿里安娜·丰塔纳
阿里安娜·丰塔纳（義大利語：Arianna Fontana，1990年4月14日—），意大利女子短道速滑运动员。2010年冬季奧林匹克運動會短道速滑比賽女子500米铜牌得主、2018年冬季奧林匹克運動會短道競速滑冰比賽及2022年冬季奧林匹克運動會短道競速滑冰比賽女子500米金牌得主。她是奥林匹克运动会短道速滑项目历史上获得奖牌数最多的运动员，共获得了11枚奖牌。

## 生平

### 职业生涯
2010年温哥华冬奥会中，方塔娜获得500米铜牌。2011年世界短道速滑锦标赛中，她获得500米和1000米两枚银牌，并获得全能季军。